# Granzow (Gumtow)
Granzow ist ein Ortsteil der Gemeinde Gumtow im Landkreis Prignitz in Brandenburg.

## Geografie
Der Ort liegt im Naturschutzgebiet Königsfließ 2 Kilometer südlich von Gumtow und 29 Kilometer südöstlich von Perleberg. Umgeben ist das Dorf von einer offenen Agrarlandschaft und in geringem Umfang sind kleinere Waldstücke vorhanden. In die Landschaft reizvoll eingebettet, stellt das Dorf einen in der Gemeinde Gumtow einzigartigen Übergang zwischen Landschafts- und Siedlungsraum dar. Am Südrücken einer leichten Hügelkette gelegen, bietet das Straßendorf dem Betrachter auf allen Zufahrtswegen ein intaktes Dorfensemble. Eine Besonderheit dieser Region ist die zwar von Menschen geformte, seit vielen Jahren aber weitgehend unberührte Natur.
Die Nachbarorte sind Gumtow im Norden, Demerthin im Nordosten, Berlitt im Südosten, Barenthin im Süden, Görike im Südwesten, Schönhagen im Westen, sowie Döllen im Nordwesten.

## Geschichte
Zum 30. Juni 2002 schloss sich Granzow mit 15 anderen Gemeinden zur Gemeinde Gumtow zusammen. Der Ort hatte damals 148 Einwohner.